# Seznam hlav států v roce 1700
V seznamu hlav států v roce 1700 jsou uvedeni nejvyšší představitelé všech nezávislých a závislých států (království, vévodství, markrabství, kurfiřtství), kteří vládli v roce 1700. Seznam je seřazen abecedně podle světadílů. Jsou zde uvedeny nejvyšší hlavy států (prezidenti, králové, atd.) a předsedové vlád (pokud taková funkce existuje), případně i další významné státní funkce (typicky generální guvernér zastupující britskou královnu nebo faktické hlavy států, pokud se liší od nominálních hlav).
V seznamu je uvedeno i několik území se sporným mezinárodním postavením, která jsou de facto nezávislá, de iure jsou ale součástí některého jiného státu.

## Afrika
| Název státu                    | Dnešní území        | Státní vlajka | Hlava státu                                                                                           |
| ------------------------------ | ------------------- | ------------- | --- |
| Alžírsko (osmanská provincie)  | Alžírsko            |               | sultán: Mustafa II. guvernér Ummar Paša, později téhož roku pašové bez moci                           |
| Ašantská říše                  | Ghana               |               | král Osei Kofi Tutu                                                                                   |
| Beninská říše                  | Benin               |               | oba (král) Ore-Oghene                                                                                 |
| Sultanát Darfur                | Nigérie             |               | sultán Ahmed Bukr                                                                                     |
| Říše Bornu                     | Čad, Niger, Kamerun |               | ? |
| Egypt (osmanská provincie)     | Egypt               |               | sultán: Mustafa II. guvernér Kara Mehmed Paša I.                                                      |
| Království Kaffa               | Etiopie             | -             | král Gali Ginocho                                                                                     |
| Konžské království             | Kongo, DR Kongo     |               | král Pedro IV. z Konga                                                                                |
| Maroko (Alaouite)              | Maroko              |               | sultán Ismail ibn Šarif                                                                               |
| Mossijská království           | Burkina Faso        | -             | - |
| Portugalská východní Afrika    | Mosambik            |               | král Petr II. Portugalský                                                                             |
| Portugalská západní Afrika     | Angola              |               | král Petr II. Portugalský                                                                             |
| Tripolsko (osmanská provincie) | Libye               |               | sultán: Mustafa II. guvernér Destari Mehmed Paša (do 1. 8.) od 1.8. guvernér Turgutlulu Kahveci Osman |
| Wadajská říše                  | Čad                 | -             | sultán Ya'qub Arus                                                                                    |

## Asie
| Název státu                  | Dnešní území                                       | Státní vlajka | Hlava státu                                                                   |
| ---------------------------- | -------------------------------------------------- | ------------- | ----------------------------------------------------------------------------- |
| Abchazské knížectví          | Abcházie                                           |               | kníže Mamia III.                                                              |
| Avarský chanát               | Rusko                                              |               | ?                                                                             |
| Bucharský chanát             | Uzbekistán, Tádžikistán, Turkmenistán a Kazachstán |               | Subhan Kuli Chán                                                              |
| Čínské císařství             | Čína                                               |               | císař Kchang-si                                                               |
| Damašek (osmanská provincie) | Sýrie                                              |               | sultán: Mustafa II. guvernér Silihdar Hasan Paša                              |
| Džungarský chanát            |                                                    | -             | chán Tsewang Rabtan                                                           |
| Chivský chanát               | Uzbekistán Turkmenistán                            |               | chán Išak Aga Šáh Niyaz                                                       |
| Japonské císařství           | Japonsko                                           |               | císař Hagašijama                                                              |
| Kalmycký chanát              | Rusko                                              |               | Ayuka Chán                                                                    |
| Kazašský chanát              | Kazachstán                                         |               | Tauke Chán                                                                    |
| Maráthská říše               | Indie                                              |               | chatrapati (vládce) Radžaram I. (zemřel 3. 3.) od 3.3. chatrapati Šivadži II. |
| Mughalská říše               | Afghánistán, Kašmír, Bangladéš, Indie              |               | císař Aurangzéb                                                               |
| Ománský sultanát             | Omán                                               |               | ímám Saíf bin Sultán                                                          |
| Osmanská říše                | Turecko                                            |               | sultán Mustafa II.                                                            |
| Safíovská říše               | Írán                                               |               | sultán Husajn Šáh                                                             |

## Evropa
| Název státu                    | Dnešní území        | Státní vlajka | Hlava státu                                                                                         |
| ------------------------------ | ------------------- | ------------- | --------------------------------------------------------------------------------------------------- |
| An der Etsch                   | Itálie              |               | císař Leopold I. landkomtur ?                                                                       |
| Anglické království            | -                   |               | král Vilém III. Oranžský                                                                            |
| Hrabství Artois                | Francie             |               | král Karel II. Španělský (zemřel 1. 11.) od 1. 11. Filip V. Španělský, oba zároveň hrabaty z Artois |
| Bavorské kurfiřtství           | Německo             |               | kurfiřt Maxmilián II. Emanuel (císař Leopold I.)                                                    |
| Benátská republika             | Itálie              |               | dóže Silvestro Valier (zemřel 7. 7.) od 1. 7. dóže Alvise II. Mocenigo                              |
| Bosenský ejálet                | Bosna a Hercegovina |               | sultán: Mustafa II. guvernér Köse Halil Paša                                                        |
| Braniborsko-Prusko             | Německo             |               | markrabě Fridrich I. Pruský (císař Leopold I.)                                                      |
| České království               | Česko               |               | císař Leopold I., zároveň český král                                                                |
| Dánsko-Norsko                  | Dánsko Norsko       |               | král Frederik IV. Dánský                                                                            |
| Republika Dubrovník            | Chorvatsko          |               | rektor Vlaho Cerva                                                                                  |
| Francouzské království         | Francie             |               | král Ludvík XIV.                                                                                    |
| Habsburská monarchie           | Rakousko            |               | císař Leopold I. Habsburský                                                                         |
| Hercegovina (osmanský sandžak) | Bosna a Hercegovina |               | sultán: Mustafa II. guvernér ?                                                                      |
| Chorvatské království          | Chorvatsko          |               | císař Leopold I., zároveň chorvatský král                                                           |
| Janovská republika             | Itálie              |               | dóže Girolamo De Mari                                                                               |
| Katalánské knížectví           | Španělsko           |               | císař Leopold I., zároveň katalánský kníže                                                          |
| Kolínské kurfiřtství           | Německo             |               | arcibiskup Josef Klement Bavorský                                                                   |
| Kraňské vévodství              | Slovinsko           |               | císař Leopold I., zároveň kraňský vévoda                                                            |
| Krymský chanát                 | Rusko               |               | chán Devlet II. Giray                                                                               |
| Německé království             | Německo             |               | císař Leopold I., zároveň německý král                                                              |
| Republika Noli                 | Itálie              |               | ?                                                                                                   |
| Hrabství Pappenheim            | Německo             |               | hrabě Kristián Ernest                                                                               |
| Papežský stát                  | Vatikán             |               | papež Inocenc XII. (zemřel 27. 9.) od 8. 11. papež Klement XI.                                      |
| Parmské vévodství              | Itálie              |               | vévoda Francesco Farnese                                                                            |
| Polské království              | Polsko              |               | král Agust II. Silný                                                                                |
| Portugalské království         | Portugalsko         |               | král Petr II. Portugalský                                                                           |
| Rhodos (osmanský sandžak)      | Řecko               |               | sultán: Mustafa II. guvernér ?                                                                      |
| Ruské carství                  | Rusko               |               | car Petr I. Veliký                                                                                  |
| Sardinské království           | Itálie              |               | císař Leopold I., zároveň sardinský král                                                            |
| Savojské vévodství             | Itálie              |               | vévoda Viktor Amadeus II.                                                                           |
| Sicilské království            | Itálie              |               | král Karel II. Španělský (zemřel 1. 11.) od 1. 11. král Filip V. Španělský                          |
| Skotské království             | -                   |               | král Vilém III. Oranžský                                                                            |
| Stato dei Presidi              | Itálie              |               | král Karel II. Španělský (zemřel 1.11.) od 1. 11. král Filip V. Španělský                           |
| Svatá říše římská              | Německo Itálie      |               | císař Leopold I. Habsburský                                                                         |
| Španělsko                      | -                   |               | král Karel II. Španělský (zemřel 1.11.) od 1.11. král Filip V. Španělský                            |
| Švédsko                        | -                   |               | král Karel XII.                                                                                     |
| Toskánské velkovévodství       | Itálie              |               | velkovévoda Cosimo III. Medicejský                                                                  |
| Uhersko                        | Maďarsko Slovensko  |               | císař Leopold I., zároveň uherský král                                                              |